# 네비오 스칼라
네비오 스칼라(이탈리아어: Nevio Scala, 1947년 11월 22일, 베네토 주 로초 아테스티노 ~ )는 은퇴한 이탈리아의 축구 선수이자 지도자로 파르마 칼초의 1990년대 황금기를 이끈 감독으로 알려져 있으며 이 시기에 파르마는 세리에 B 우승과 2번의 유럽 클럽 대항전에서 우승을 맛보았다.

## 선수 시절
1947년 11월 22일 베네토 주 파도바 도의 로초 아테스티노에서 태어나 1965년부터 1981년 은퇴할 때까지 밀란, 로마, 비첸차, 인테르나치오날레, 포자, 몬차 등에서 활동했으며 특히 AC 밀란 소속으로 1967-68 세리에 A 우승, 1967-68년 UEFA 컵위너스컵 우승, 1968-69년 유러피언컵 우승의 기쁨을 맛보았다.

## 감독 경력
감독이 된 이후, 그는 레조 디 칼라브리아를 연고로 하는 3부 리그의 레지나의 사령탑을 맡아 1988년에 세리에 B 승격을 이루어냈고, 이후 밀란 감독직을 맡기 위해 사임한 아리고 사키를 대신하여 세리에 B의 파르마 사령탑에 올랐다. 그는 이곳의 감독직을 6년간 맡으며 에밀리아로마냐주의 클럽에 첫 세리에 A 승격을 이룩하였고, 승격이후에도 리그의 주요세력으로도 자리매김을 하는 것은 물론, 파르말라트의 창설자이자 사장인 칼리스토 탄치의 재정적 지원을 업어 1993년에는 UEFA 컵 위너스컵 우승을 거두었고, 같은 해에는 UEFA 슈퍼컵을 차지하였다. 1995년에 UEFA 컵 우승도 이끌었던 스칼라 감독은 1996년 6월에 파르마를 떠났다.
1996-97 시즌, 스칼라는 루차노 가우치 구단주와의 합의 끝에 하위권 클럽인 페루자 칼초의 사령탑에 취임하였으나, 그는 팀을 강등으로부터 구제하는데 실패하였고, 팀은 세리에 B로 강등되었다.
그는 여러 해외 팀들의 제의를 받았고, 1997년에 도르트문트 감독이 되어 인터콘티넨털컵 우승을 거두었다. 도르트문트는 UEFA 챔피언스리그 1997-98에서 준결승 진출을 이룩하였으나, 리그를 부진하게 10위로 마무리한 뒤 1998년에 사임하였다. 2000년, 그는 베식타시의 지휘봉을 잡으며, 주세페 메아차와 산드로 푸포에 이어 터키 쉬페르리그팀의 감독직을 맡은 세 번째 이탈리아인이 되었다. 이후 그는 2002년에 우크라이나의 샤흐타르 도네츠크를, 2004년에 러시아의 스파르타크 모스크바 감독직을 맡았고, 2004년을 끝으로 더 이상 감독직을 맡지 않고 있다.
그는 현재 그의 고향인 로초 아테스티노에 거주하며, 2007년을 기점으로 지역시의회원이 되었다. 그는 2007년에 시장 선거에도 출마하였으나 낙선하였다. 그는 라이 라디오 1에서 축구 평론가로 활동하며, 주로 세리에 A 경기 해설을 하며 일요일 심야 프로인 도메니카 스포르트 (Domenica Sport)에서 실시간 전화질문에 응답한다.
스칼라는 감독직 복귀 의사를 드러냈고, 2010년에 마더웰와 로마에 링크되었다.